# Xác ướp Xóm Cải
Xác ướp Xóm Cải là một xác ướp cổ của Việt Nam, có niên đại hơn hai trăm năm từ triều Nguyễn, triều đại phong kiến cuối cùng trong lịch sử Việt Nam. Xác ướp được phát hiện trong một ngôi mộ hợp chất nằm ở địa điểm hiện nay là Xóm Cải, phường 8, quận 5, Thành phố Hồ Chí Minh.
Xác ướp Xóm Cải được xác định là bà Nguyễn Thị Hiệu, một nữ quý tộc Việt Nam dưới triều đại nhà Nguyễn. Bà là hoàng thân quốc thích với vua Gia Long. Bà mất khi khoảng 60 tuổi và được mai táng trong ngôi mộ hợp chất cầu kỳ.

## Khai quật

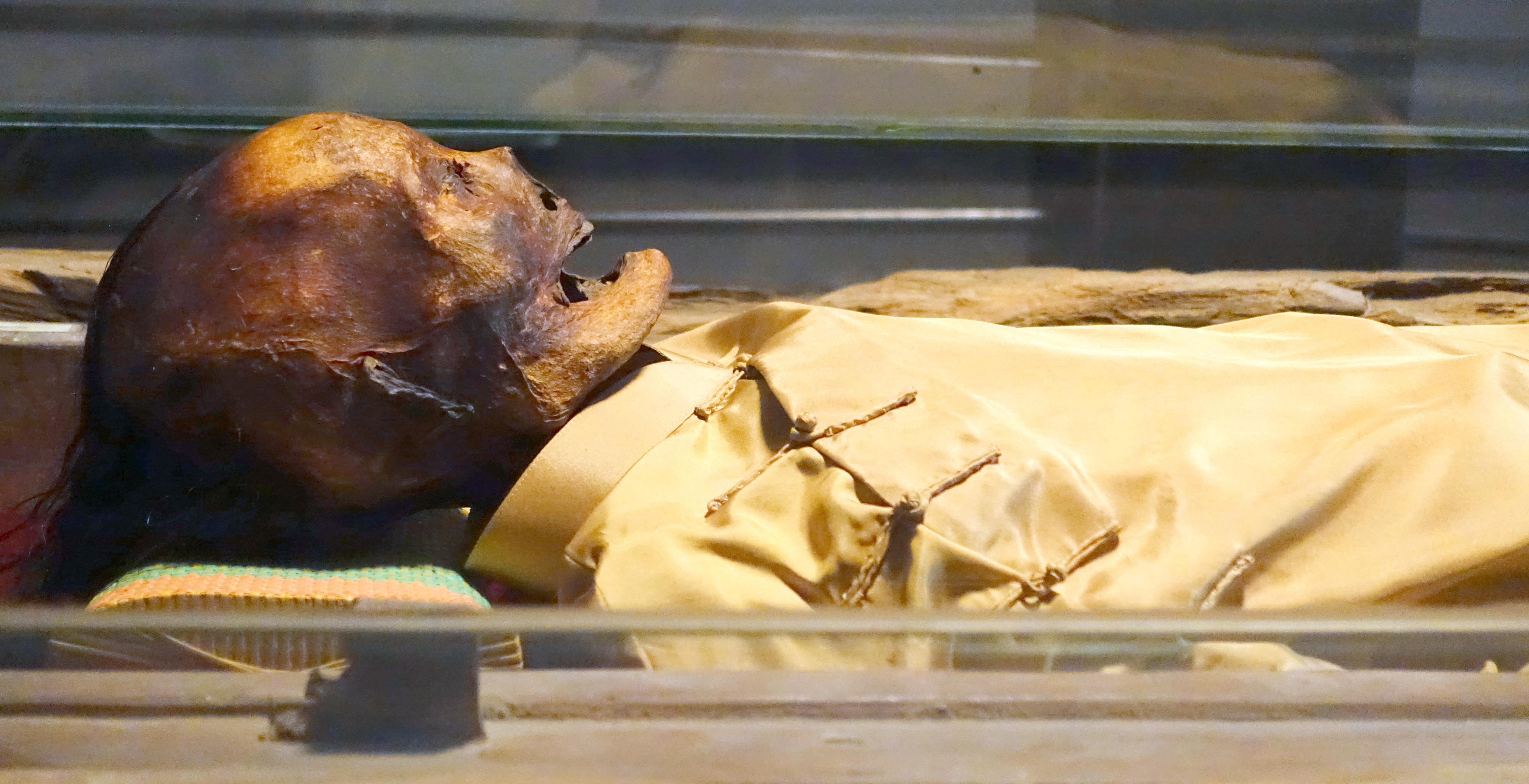
Xác ướp Xóm Cải.

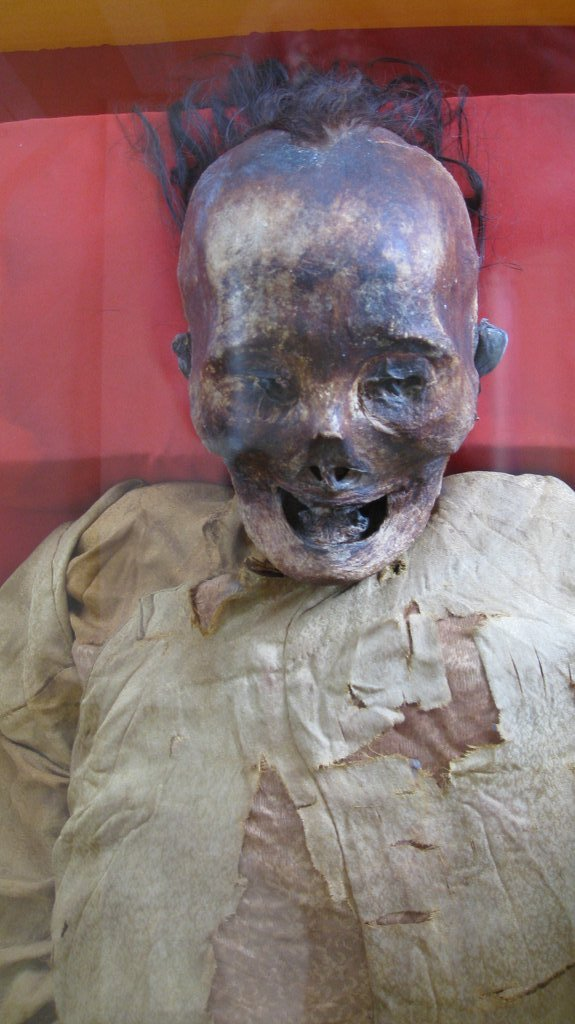
Cận cảnh Xác ướp Xóm Cải.

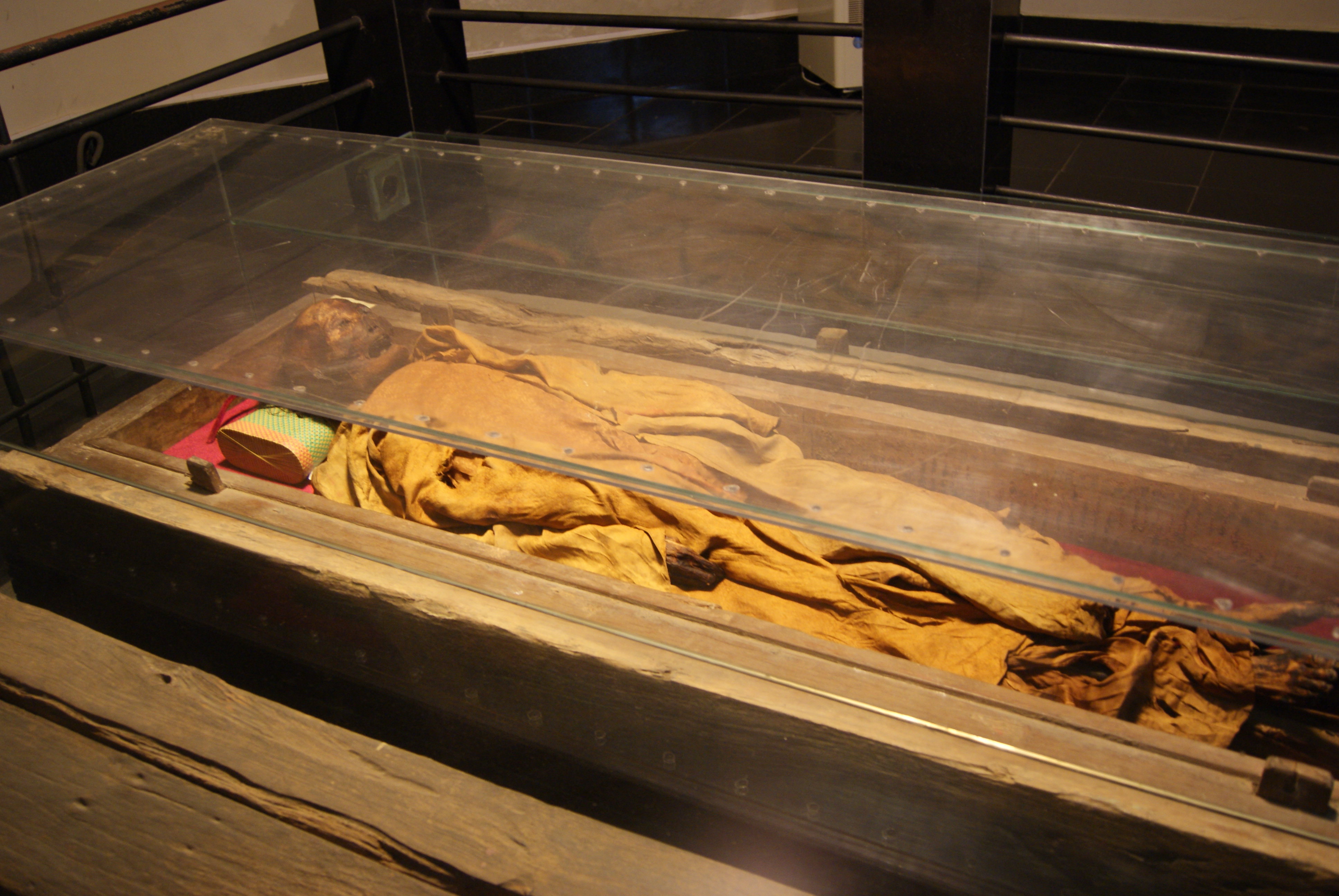
Xác ướp Xóm Cải.

Xác ướp đã được khai quật năm 1994 và hiện nay đang được lưu giữ và bảo quản tại Bảo tàng lịch sử Việt Nam.
Khi mới phát hiện, ngôi mộ cổ nằm xen trong khu 15 ngôi mộ bình thường khác. Khuôn viên bề thế rộng hàng trăm mét vuông với kết cấu vững chắc như một ngôi đình. Khu mộ được xây dựng như một nhà mồ có cổng ra vào bằng trụ đá và tường rào bao quanh. Kích thước chiều dài vòng thành mộ tới 10 m, ngang 6 m, cao 1,2 m, dày 0,8 m. Cổng tam quan có hình mặt tròn, trang trí búp sen trên đầu cột, cao 1,4 m được xây dựng có mái vòm cong lót giả ngói ống trang trí hình rồng.
Sân thờ trước mộ có diện tích khoảng 24 m2. Kết cấu gò mộ là khối hợp chất lớn bao gồm 2 phần: phần trước có bia mộ nằm chìm trong khối hợp chất, các chữ trên bia mộ đã bị mòn, chỉ còn đọc được 3 chữ "Kỷ Tỵ Niên" và phần sau có trang trí hoa văn, mỗi bên hông đều có vẽ hình mặt tròn lớn.
Quách gò mộ vững chắc đến mức, muốn khảo nghiệm được quách, các nhà khảo cổ phải thuê 15 thanh niên lực lưỡng dùng đục sắt đục ròng rã trong 40 ngày, hàng trăm chiếc đục cùn vẹt mới chạm được đến phần đáy quách ở độ sâu gần 8 m cho thấy khi xây mộ, người xưa đã dùng kỹ thuật nung vỏ sò biển thay vôi, dùng mật ong để thay mật đường mía và thêm than gỗ tốt trong hợp chất vôi, cát, mật xây quách.
Tiếp tục khai quật san gò mộ bằng bình địa, các nhà khảo cổ học phát hiện phía bên dưới gồm hai huyệt mộ song táng, một huyệt mộ nam, một huyệt mộ nữ. Từ miệng huyệt xuống đến đáy mộ được bao phủ nhiều lớp hợp chất. Huyệt mộ nam bên trên quách gỗ có một lớp cát mỏng phủ. Quách và quan tài còn nguyên lớp sơn màu đen, bên trong quan tài còn lại một ít xương cốt và những hiện vật, như: 7 chiếc nhẫn vàng có mặt đá, quạt giấy, lược, ống và cây ngoáy trầu bằng đồng, hộp bạc có dây xích hình cầu dẹt chạm dây lá, nút áo mạ vàng, bút lông.
Huyệt mộ nữ quách và quan tài còn nguyên vẹn, tiến hành mở quách rồi mở tấm ván thiên quan tài, giới khảo cổ thấy phía bên trong được sắp xếp rất ngăn nắp. Phía trên là 2 chiếc chiếu cói trải rộng che phủ diện tích mặt áo quan, 2 chiếc chiếu này còn giữ được màu sắc tươi mới. Phía dưới là một lớp giấy bản, từng tờ cuộn dày khoảng 10 cm trải đều. Tiếp đến là một tấm lá triệu (có thể là lá phướn) bằng lụa, trên mặt lụa có nhiều chữ Hán nhưng do bị dung dịch làm nhòe mặt chữ, nên giới khảo cổ chỉ còn đọc được 4 chữ với nghĩa là "Hoàng gia cung liệm".
Nhà khảo cổ Đỗ Đình Truật kể, bọc ngoài quan tài là cái quách bằng gỗ rất dày. Toàn bộ quách và quan tài được phủ bằng lớp sơn ta cổ, rất tốt và kín mít từa tựa như lớp dầu hắc (hắc ín). Chính nhờ lớp sơn này, mà nước mưa thấm vào lòng đất không thể ngấm vào áo quan và dung dịch ướp xác cũng không tràn ra bên ngoài.
Việc dung dịch không tràn ra bên ngoài, giúp cho thi hài của người chết được bảo quản tốt. Đó là lý do vì sao thi hài của bà Nguyễn Thị Hiệu hầu như còn vẹn nguyên, trong khi thi hài của ngôi mộ kế bên (khả năng rất cao là chồng của bà Hiệu) dung dịch bị tràn ra ngoài nên chỉ còn xương cốt.
Khi tiến hành mở nắp quan, các nhà khảo cổ không khỏi kinh ngạc về trình độ, kỹ thuật ướp xác của người xưa. Cói khô có tác dụng hút ẩm tốt, người xưa đã che phủ áo quan bằng hai lớp chiếu cói để chống ẩm. Ngoài ra, ngay dưới chiếu còn tiếp tục được phủ lớp giấy bản hút ẩm có độ dày lên đến hơn 5 cm.
"Bóc gỡ dần từng lớp, tôi tìm thấy phướn minh tinh bằng lụa có ghi dòng chữ "Hoàng gia cung liệm" và một số chữ đã mờ. Trong túi áo thi hài có một tấm phát danh ghi dòng chữ: "Minh Trường, chùa Lâm Tế, đời thứ 23" triện 2 ấn son hé lộ chủ nhân từng quy y cửa Phật. Mở tiếp chín lớp áo vải, lụa, gấm quý, mùi dầu thông thơm nồng, bà nằm được bao phủ trong lớp nước dung dịch màu đỏ. Gỡ lớp mạng che mặt, mọi người ngỡ nàng trước nét mặt bình thản giấc thiên thu của bà. Xác định bà tên Nguyễn Thị Hiệu, ước định khoảng 60 tuổi, mái tóc đen chớm vai chỉ có ít sợi bạc. Bà có làn da mịn màng, hơi có màu đỏ sậm, cũng dễ hiểu vì đã ngâm hằng trăm năm trong dầu thông", ông Truật kể lại.
Đặt bên cạnh chân của bà là một đôi hài vàng được đục 7 lỗ theo chòm sao Đại Hùng tinh Bắc Đẩu rất giống với những ngôi mộ cổ của bậc cung phi, hoàng thân vua chúa từng được khai quật ở khu vực phía bắc. Theo quan niệm của đạo Lão, Đại Hùng tinh Bắc Đẩu sẽ bảo vệ vong linh người đã chết thoát khỏi các tai ương của "đời sống dưới cõi âm".
Kiểm tra kỹ lưỡng thi hài, các chuyên gia khảo cổ và giải phẫu trầm trồ trước các khớp xương trải hàng trăm năm vẫn vận động co duỗi rất linh hoạt, cơ thể bà chỉ bị teo lại chút ít, các bộ phận vẫn nguyên vẹn chưa có dấu hiệu bị phân hủy. Từ đôi bàn tay, bàn chân nhỏ nhắn và cơ thể mềm mại của bà, họ nhận định lúc sinh thời bà sống cảnh an nhàn, chứ không phải lao động vất vả. Lại căn cứ vào những giấy tờ, đồ vật tùy táng của bà và lần ngược lịch sử triều Nguyễn, nhiều ý kiến đồng tình cho rằng bà có xuất thân hoàng thân quốc thích với vị vua khai triều Gia Long.
Nhà khảo cổ nhận định, hầu hết xác ướp ở nước ta, thậm chí cả vua Lê Dụ Tông, thường chỉ về thế giới bên kia với đồ tùy táng quần áo, vật dụng thông thường. Xác ướp của bà là hiếm hoi trong số các xác ướp được tùy táng nhiều vàng bạc. Điều này khiến họ càng tin rằng bà có quan hệ huyết thống hoàng tộc với nhà Nguyễn.
Họ cho rằng, thời đó, vua Gia Long sau nhiều biến cố lịch sử, đã thống nhất đất nước, nắm trong tay quyền lực tối cao. Trước sự qua đời của thân tộc đã hậu táng bà trang trọng như nâng cao danh thế nhà Nguyễn sau những năm tháng bôn ba chinh chiến. Có lẽ đó chính là một trong những lý do để tiền nhân bảo vệ giấc nghìn thu cho bà bằng một khu một hợp chất đặc biệt kiên cố.
Sau quá trình khai quật, xác ướp của bà được đưa về nghiên cứu tại Đại học Y dược Thành phố Hồ Chí Minh, dung dịch màu đỏ nâu ướp xác được phân tích bước đầu có chất nhựa thông trong đó. Sau này, xác ướp của bà được coi như là một bảo vật giữ gìn cho hậu thế được chiêm ngưỡng nên đã được đưa về viện bảo tàng lịch sử Việt Nam.
Cứ khoảng 3 tháng một lần, chuyên gia Đại học Y dược Thành phố Hồ Chí Minh lại sang kiểm tra tình trạng và lau thuốc chống nấm mốc, bảo vệ mô xác ướp. Phòng bà nằm cũng được gắn mát hút ẩm, máy thông gió hoạt động liên tục để giữ gìn xác ướp. Hiện nay, tại viện bảo tàng, xác của bà được đặt trong lồng kính uy nghiêm.
Thi thể của bà không còn mềm như khi được lớp dung dịch bao bọc, thân hình của bà đã khô cứng, trên đầu tuy còn chỏm tóc dài màu đen, phất phơ nhưng mũi và hốc mắt của bà gần như đã phân hủy hoàn toàn.

## Xác ướp
Theo một số nhà nghiên cứu, xác ướp có thể là của về một phụ nữ khoảng 60 tuổi, bà Nguyễn Thị Hiệu. Bà thuộc dòng họ hoàng gia triều nhà Nguyễn và có thể có quan hệ với vua Gia Long.